# Partenariat de recherche N8
 (mai 2016).
Si vous disposez d'ouvrages ou d'articles de référence ou si vous connaissez des sites web de qualité traitant du thème abordé ici, merci de compléter l'article en donnant les références utiles à sa vérifiabilité et en les liant à la section « Notes et références ».
Le partenariat de recherche N8 est un partenariat fondé en 2007 par les huit meilleures universités du Nord de l'Angleterre - Durham, Lancaster, Leeds, Liverpool, Manchester, Newcastle, Sheffield et York. Collectivement, ils emploient 18 000 membres du personnel académique et forment le plus grand partenariat de recherche de cette sorte au Royaume-Uni.